# 대슘치마
대슘치마는 여자 한복 중 속옷의 일종으로 속곳과 비슷한 형태의 속옷을 일컫는다. 옛 여인들은 속옷을 아주 많이 입었으며 그 순서도 정해져 있었다. 대슘치마는 특별히 양반가에서 입은 옷으로 왕비가 입은 속옷의 종류이기도 하다.
왕비 뿐 아니라 기녀들도 선을 곱게 마무리하기 위하여 대슘치마를 입었으며 조선시대 궁중에서는 여자들이 정장할 때 입었다. 보통 12폭으로 되어 있는 대슘치마는 땅에 닫지 않도록 하면서 주름을 이용하여 겉치마가 가슴선에서부터 곡선으로 자연스럽게 퍼지도록 감싸주는 역할을 했다. 현재 한 소장품이 이화여대박물관에 소장돼 있다.

## 같이 보기
- 속곳
- 한복